# Ilex affinis
Ilex affinis là một loài thực vật có hoa trong họ Aquifoliaceae. Loài này được Gardner mô tả khoa học đầu tiên năm 1842.